# تویسرکان
تویسِرکان چهارمین شهر بزرگ استان همدان در ایران و مرکز شهرستان تویسرکان است و بر اساس سرشماری عمومی نفوس و مسکن (۱۳۹۵)، جمعیت آن ۵۵٬۷۰۸ نفر است؛ در منابع کهن همچون معجم‌البلدان یاقوت حموی و نزهةالقلوب، نام تویسرکان به صورت «رودلاور» یا رودآور نوشته شده است. تویسرکان در جنوب کوه الوند و شهر همدان واقع شده است. از شمال به دره مرادبیگ، از شمال غرب به شهرستان اسدآباد، از شرق به شهرستان ملایر، از جنوب به شهرستان نهاوند، و از غرب به شهرستان کنگاور در استان کرمانشاه محدود می‌شود.
این شهر به خاطر تعدد و بزرگی درختان گردو بسیار معروف است. تویسرکان بعد از شهرهای همدان، ملایر و نهاوند چهارمین شهر بزرگ استان به حساب می‌آید. اقلیم تویسرکان معتدل کوهستانی است. تویسرکان بر روی ویرانه‌های شهر قدیمی رودآور (رودآورد) (روستای اجدادی حافظ) و اوراکوهان که بر اثر حمله مغول و زمین‌لرزهٔ پس از آن ویران شده، ساخته شده است. در واقع رودلاور از سه قصبهٔ «توی»، «سرکان»، و «شکان» تشکیل شده بود. پس از ویرانی رودآور، شکان نیز بر اثر زمین‌لرزه از بین رفت، و تویسرکان فعلی از ادغام توی و سرکان، به وجود آمده است.

## نام شهر
نام تویسرکان از دو بخش توی و سرکان تشکیل شده است. در برخی نواحی ایران محل‌هایی به نام توی هست، برای این‌که اشتباهی رخ ندهد در هر جا چنین محلی باشد به‌نام نزدیک‌ترین محل به آن خوانده می‌شود و این توی چون در یک فرسنگی سرکان است به تویسرکان مشهور است. توی و سرکان در اصل نام دو قریه بوده‌اند. توی همان تویسرکان امروزی است و سرکان نام شهری در ۷ کیلومتری تویسرکان امروزی است. قریهٔ سومی نیز در گذشته وجود داشته است با نام شکان، که بر اثر زلزله از بین رفته است.
جغرافی‌دانان سده سوم و چهارم هجری غالباً تویسرکان را (توی رودلاور) و (توی همدان) نوشته‌اند و این توی احتمالاً با زبان قومی که پیش از مادها در این سرزمین می‌زیسته‌اند، مرتبط است.
همچنین در کتاب تاریخ ماد تألیف دیاکونوف، به ترجمه کریم کشاورز اسم شهر تویسرکان را در دوره مادها تازاکی یا بیت تازاکی نامیده‌اند به معنی دارای چشمه آب گرم.
در بسیاری از زبان‌های ایرانی کلمه «سر» به معنی بزرگ و مهتر است و «گان» در زبان پهلوی به معنی جا و مکان آباد است و قبل از استیلاء اعراب نام بسیاری از شهرها و قصبات ایران به گان ختم می‌شد.
به این ترتیب سرکان ممکن است به معنای محلی باشد که بزرگان و خوانین در آن سکونت دارند و در واقع تویسرکان محل سکونت ییلاقی بزرگان شهر رودآور بوده است. سرکان شهر ییلاقی در فاصله هشت کیلومتری شمال غرب تویسرکان است؛ و تویسرکان شهری تاریخی و باستانی و مرکز شهرستان است.
همچنین حکیم خاقانی در کتاب تحفة العراقین گفته:
«زان است که مرز رودرآور؛ نعمت کده ایست شادی آور»
به هر روی، این شهر پس از حمله مغول و استیلای آنان بر این سرزمین از میان رفته و جای آن را «تویسرکان» با فاصله ای اندک از شهر قدیم گرفته است.

## تاریخچهٔ شهرداری تویسرکان
با بررسی و شواهد و اسنادی که بدست آمده است می‌توان گفت یقیناً بلدیه تویسرکان حداقل پیش از سال ۱۳۱۰ هجری شمسی دارای سابقه تأسیس و خدمت به همشهریان بوده است که ابلاغیه شماره ۲۶۷۱ مورخ ۱۳۱۰/۴/۱ وزارت داخله (وزارت کشور) مبنی بر انتصاب اسفندیارخان هرمزی به سمت نویسنده و محاسب بلدیه تویسرکان که معادل مسئول امور مالی فعلی است، معتبرترین سند موجود در این رابطه است.

## تاریخ
هرچند که نام تویسرکان در منابع سده‌های نخستین هجری به چشم نمی‌خورد، اما به ناحیه و شهری به نام «رود راور» اشاره شده که در محل یا مجاور تویسرکان امروزی واقع بوده است. حمدالله مستوفی در سدهٔ ۸ ق توی و سرکان را به همراه مشکان از توابع رودراور دانسته است. از دوره صفویه به بعد نام تویسرکان در منابع تاریخی به چشم می‌خورد. زین‌العابدین شیروانی از مؤلفان اوایل دورهٔ قاجار، تویسرکان را قصبه‌ای آباد، با ۱۰۰ پاره دیه که اهالی آنجا همه شیعه بوده‌اند، معرفی کرده. اعتمادالسلطنه مؤلف اواسط دورهٔ قاجاریه، به حدود ۳۰ خانوار یهودی که در قریهٔ سرکان اقامت داشتند، اشاره نموده است.

### تاریخچهٔ تأسیس شهرستان تویسرکان

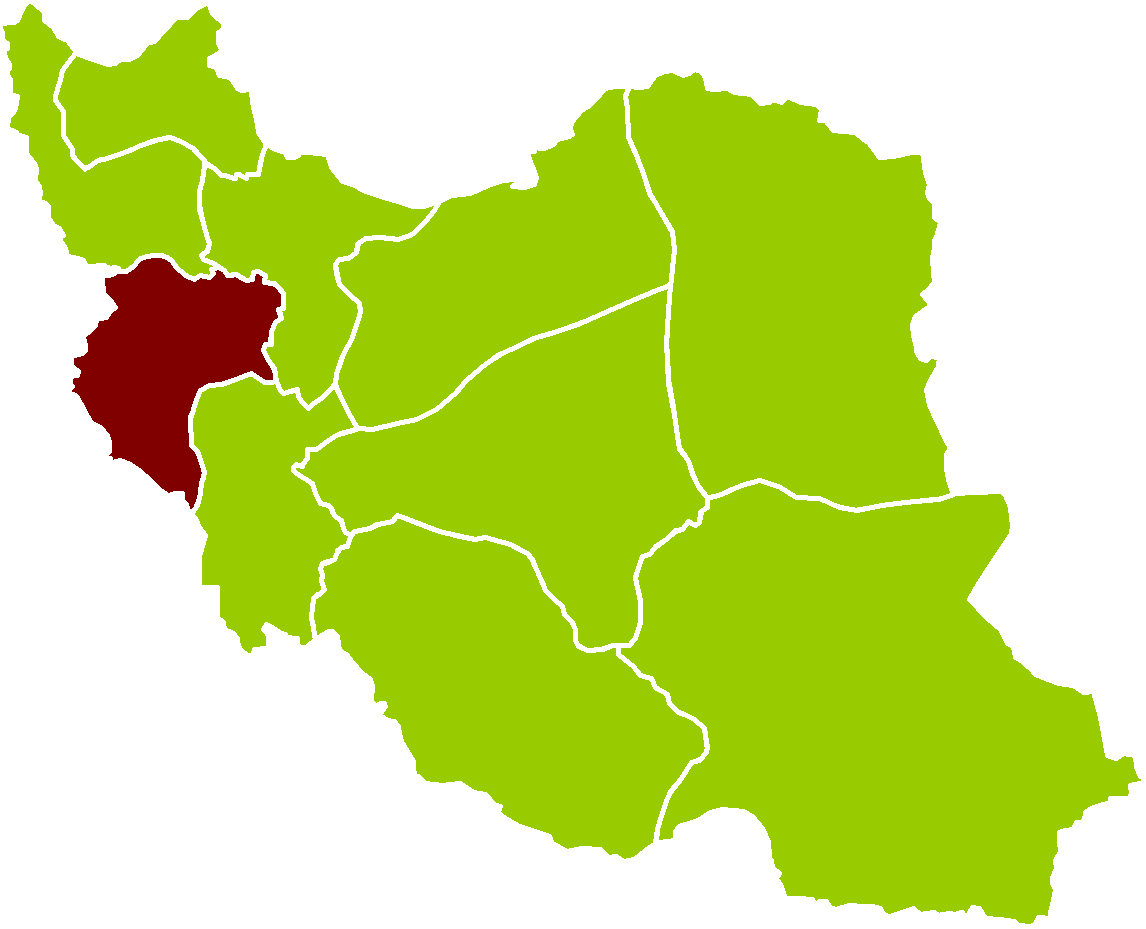
استان پنجم

تویسرکان در دورهٔ قاجار از بخش‌های تابعهٔ ولایت ثلاث در استان پنجم کشور به مرکزیت شهر ملایر کنونی بود که حدود این ولایت منطبق با منطقهٔ جنوب کوهستان الوند در استان همدان کنونی است و بر اساس قانون تقسیمات کشوری مصوب ۱۳۲۶ ه‍.ش در سال ۱۳۲۸ ه‍.ش این ولایت به سه شهرستان ملایر، شهرستان نهاوند و شهرستان تویسرکان تقسیم گردید.

### ولایت ثلاث
ولایت ثلاث یکی از ولایت‌های ایران در بخشی از دوره قاجار بوده است. این ولایت در غرب ایران و جنوب استان همدان فعلی قرار داشته و شامل سه شهر ملایر، نهاوند و تویسرکان بود؛ که سه شهرستان ملایر، نهاوند و تویسرکان را شامل می‌شود. ولایت ثلاث بخشی از استان پنجم کشور بوده است. اصطلاح ولایت ثلاث در تقسیم‌بندی‌های کشوری دوره ناصرالدین‌شاه قاجار ایجاد شد و شامل دولت‌آباد (شهر ملایر)، نهاوند و تویسرکان می‌شد. ملایر شهری حاکم‌نشین بود و کلیهٔ دفاتر دولتی و اداری در آنجا متمرکز بودند.

## مردم‌شناسی
- مردم لر (ثلاثی و لک)[۱۰] ساکن جنوب این استان به خصوص در شهرستان‌های ملایر، نهاوند، تویسرکان، اسدآباد، روستاهای مهمسلولان، برزول، فیروزان، سرکان، گیان، زنگنه، سامن، جوکار، و روستاهای حاشیه الوندکوه شهرستان همدان با بیش از ۲۵۶ روستا هستند.[۱۱]لک در همدان نام مجموع الطوایفی از طوایف لر است.[۱۲]

زبان
در اطلس زبان شناسی زبان  مردم تویسرکان به ترتیب گویشوران زبان های لری شمالی، فارسی معیار و لکی طبق بندی کرده است.گویش لری تویسرکانی از گویش‌های لری استان همدان است که بیشتر مردم شهر تویسرکان و سایر مناطق لر زبان شهرستان تویسرکان بدان تکلم می‌کنند.علی حصوری این گویش را از گویش‌های زبان لری معرفی می‌کند.استانداری استان مرکزی از این گویش را لری تویسرکانی همانند ملایری و نهاوندی و بروجردی و شازندی ذکر می‌کند.خبرگزاری تویسرکان گویش تویسرکانی را از گویش‌های زبان لری معرفی می‌کند. اسکندر امان‌الهی بهاروند زبان لری را به دو دسته باختری و خاوری تقسیم کرده و گویش مردم تویسرکان را در کنار گویش نهاوندی و گویش بروجردی و گویش ملایری در دسته گویش‌های باختری زبان لری قرار داده است.کرم علیرضایی نیز گویش مردمان تویسرکان را گویشی از زبان لری معرفی می‌کنند.
مذهب
مردم منطقه تویسرکان مسلمانان وپیرو مذهب شیعه اثنی عشری هستند چندی پیش تعدادی از پیروان دین یهود نیز در این شهر زندگی می‌کردند ولی در سی چهل سال اخیر به تدریج مهاجرت کردند و اینک بر طبق گزارش مرکز آمار ایران جز معدودی اتباع خارجی کلیه ساکنان این شهرستان را پیروان دین مبین اسلام تشکیل می‌دهد. نیم قرن پیش حدود ۹۸درصد مردم این شهر را مسلمانان و ۲درصد بقیه را پیروان ادیان دیگر از جمله یهودیان تشکیل می‌داد. راجع به سابقه تاریخی دین در تویسرکان و اینکه قبل از اسلام مردم این ناحیه پیرو چه دین و آیینی بوده‌اند و نیز از چه تاریخی به اسلام گرویده‌اند هیچ گونه اثر و مدرکی که مستند به مآخذ معتبر باشد در دست نیست.

## ترابری
فاصلهٔ تویسرکان تا تهران ۴۵۰ کیلومتر است که از مسیر ملایر- اراک عبور می‌کند.

### فاصلهٔ تویسرکان با مراکز استان‌ها
| شهر مقصد | فاصله (کیلومتر) | زمان تقریبی سفر |
| -------- | --------------- | --------------- |
| تهران    | ۴۷۲             | ۴:۳۲ ساعت       |
| مشهد     | ۱۲۴۵            | ۱۳:۱۱ ساعت      |
| اصفهان   | ۴۳۶             | ۵:۳۸ ساعت       |
| کرج      | ۴۰۹             | ۴:۴۰ ساعت       |
| تبریز    | ۶۵۸             | ۷:۴۰ ساعت       |
| کرمانشاه | ۱۹۲             | ۲:۲۷ ساعت       |
| قم       | ۳۱۰             | ۳:۴۶ ساعت       |
| شیراز    | ۹۲۷             | ۱۰:۴۵ ساعت      |
| اهواز    | ۵۵۲             | ۶:۵۹ ساعت       |
| ارومیه   | ۵۸۵             | ۸ ساعت          |
| ساری     | ۶۶۳             | ۸:۵۰ ساعت       |
| رشت      | ۴۵۹             | ۶:۱۴ ساعت       |
| اراک     | ۱۶۰             | ۲ ساعت          |
| کرمان    | ۱۱۴۶            | ۱۲:۳۵ ساعت      |
| اردبیل   | ۵۲۵             | ۸:۱۱ ساعت       |
| گرگان    | ۷۷۹             | ۹:۵۰ ساعت       |
| همدان    | ۶۰              | ۱ ساعت          |
| خرم‌آباد  | ۲۱۷             | ۳:۰۷ ساعت       |
| قزوین    | ۳۰۲             | ۴ ساعت          |
| زنجان    | ۳۷۱             | ۴:۴۸ ساعت       |
| یزد      | ۷۸۵             | ۸:۴۲ ساعت       |
| زاهدان   | ۱۶۴۴            | ۱۷:۴۹ ساعت      |
| بندرعباس | ۱۴۴۵            | ۱۵:۳۰ ساعت      |
| بوشهر    | ۹۹۷             | ۱۲ ساعت         |
| سمنان    | ۵۷۶             | ۶:۳۰ ساعت       |
| بجنورد   | ۱۰۷۸            | ۱۲:۳۰ ساعت      |
| بیرجند   | ۱۳۰۴            | ۱۴:۲۷ ساعت      |
| سنندج    | ۲۳۶             | ۳:۱۳ ساعت       |
| ایلام    | ۳۱۶             | ۴:۱۵ ساعت       |
| شهرکرد   | ۴۱۶             | ۵:۴۵ ساعت       |
| یاسوج    | ۷۰۰             | ۹:۲۵ ساعت       |

## محصولات کشاورزی

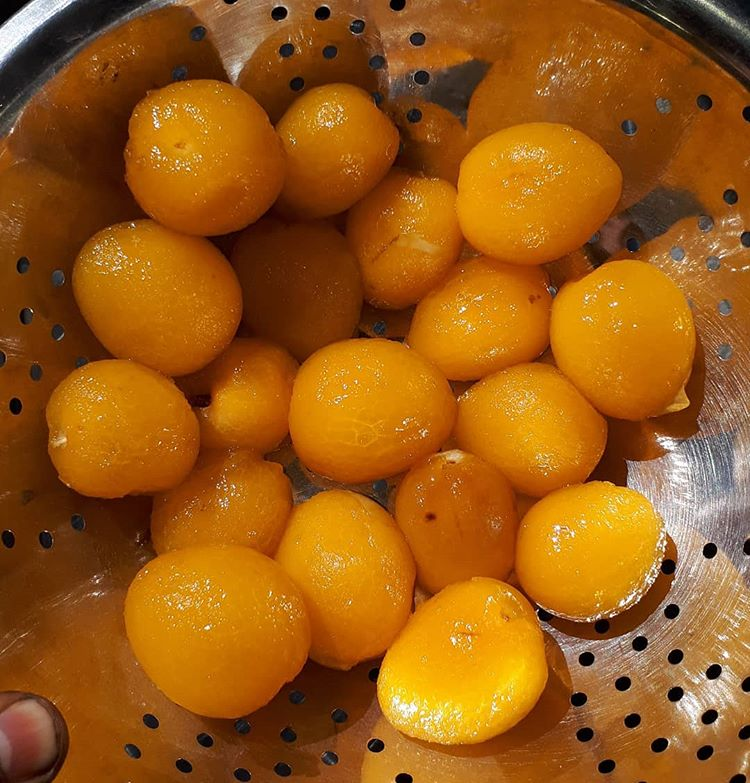
آلو بخارای پوست کنده خورشتی

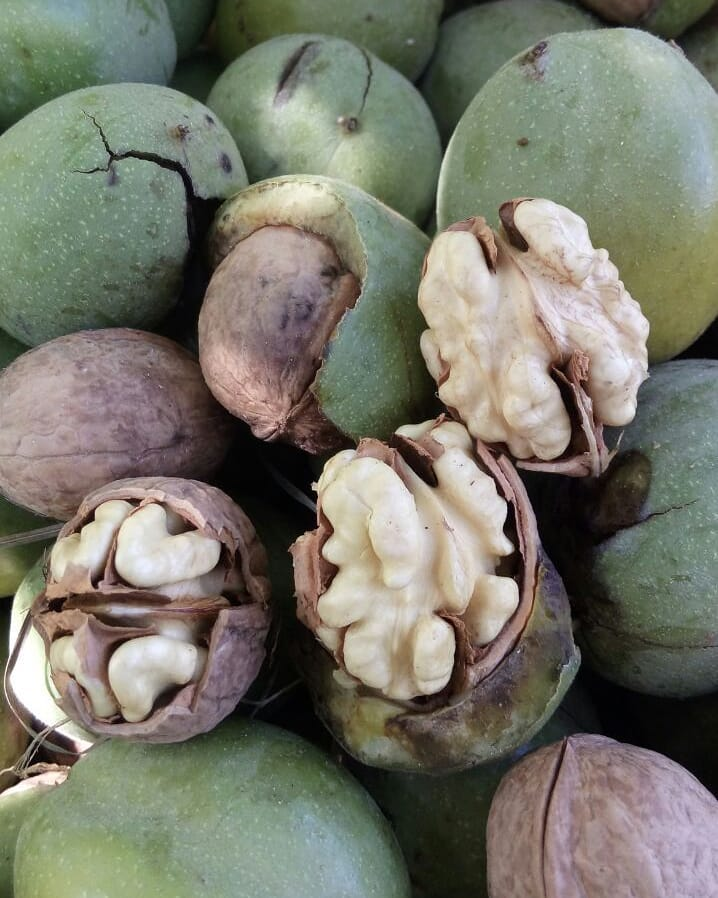
گردوی تویسرکان

گردو، سماق، انواع آلو، توت، آلبالو، سیب، گلابی، زعفران، خیار، شوید، سیر و… از محصولات کشاورزی تویسرکان است که در این میان جایگاه محصول گردو بسیار ویژه است و شهر تویسرکان را با گردوی این شهر می‌شناسند، دلیل این امر کیفیت بسیار بالای گردوی تویسرکان است که به دلیل چرب و کاغذی بودن محصول است.
این شهرستان با دارا بودن بیش از ۳۶۸۰ هکتار سطح زیر کشت درختان مثمر و بارده و ۷۱۰ هکتار نهال گردو، بالاترین سطح زیرکشت در استان همدان و یکی از قطب‌های تولید گردو در کشور محسوب می‌شود.
طبق نوشته یاقوت حموی طول رودآور سه فرسخ بود و توی دهستان را دربر گرفته است رودآور مرکز شهری بزرگ به نام کرج بود که در کثرت جمعیت به‌آبادی شهرت بسزایی داشت و دارای نعمت فراوان و جای بازرگانان بود و زعفران بسیار تولید می‌کرد که به کشورهایی از جهان صادر می‌شد ظهیرالدین ابو شجاع محمد بن حسین رودآوری وزیر المقتدی بالله خلیفه عباسی از این دیار بوده است

## صنعت
تعداد کارخانه‌های تویسرکان فقط هفت واحد است. کارخانه سیم و کابل با ظرفیت ۲ هزار تن، شرکت فیلتر سرکان با ظرفیت ۳ میلیون عدد، شرکت فاران شیمی با تولید سالیسلیک اسید در ظرفیت ۴۰۰ تن و محلول همودیالیز با ظرفیت یک میلیون گالن، شرکت سرکان شانه‌بل بهره‌برداری ۲۵ هزار و ۵۰۰ لیتر، شرکت حمیل با تولید روزانه ۱۰۰ تن و شرکت نادرلبن ۳۲ تن روزانه علاوه بر تأمین داخل شهرستان شهرهای کشور را نیز پوشش می‌دهد. شرکت صنایع غذایی هوبره دشت تویسرکان تولیدکننده میوه و سبزیجات خشک و سبزیجات منجمد است.

## شخصیت‌های معروف

### خواجه شمسُ‌الدّین حافظِ شیرازی
بر اساس برخی منابع لسان‌الغیب خواجه حافظ از اهالی در کتاب بستان السیاحه اثر حاج زین العابدین شیروانی که در دوره قاجاریه نوشته شده آمده است «گویند خواجه شمس الدین حافظ شیرازی از آنجا (رودآور) بوده و در شیراز نشو و نما کرده؛ چنان‌که در این رباعی آمده است.
مقبول همه خواص و مشهور عوام خوشی لهجه و موزون حرکت بدر تمام
در خطه شیراز به نام است مدام رودآوری و محمد حافظ نام»
نویسنده معروف عصر قاجار محمد تقی خان حکیم مؤلف کتاب «گنج دانش» در شرح حال حافظ می‌نویسد:
«فخر المتکلمین خواجه شمس الدین محمد حافظ از رودآور تویسرکان بود و الدش به شیراز آمد»

### حَبَقّوق (حیقوق)

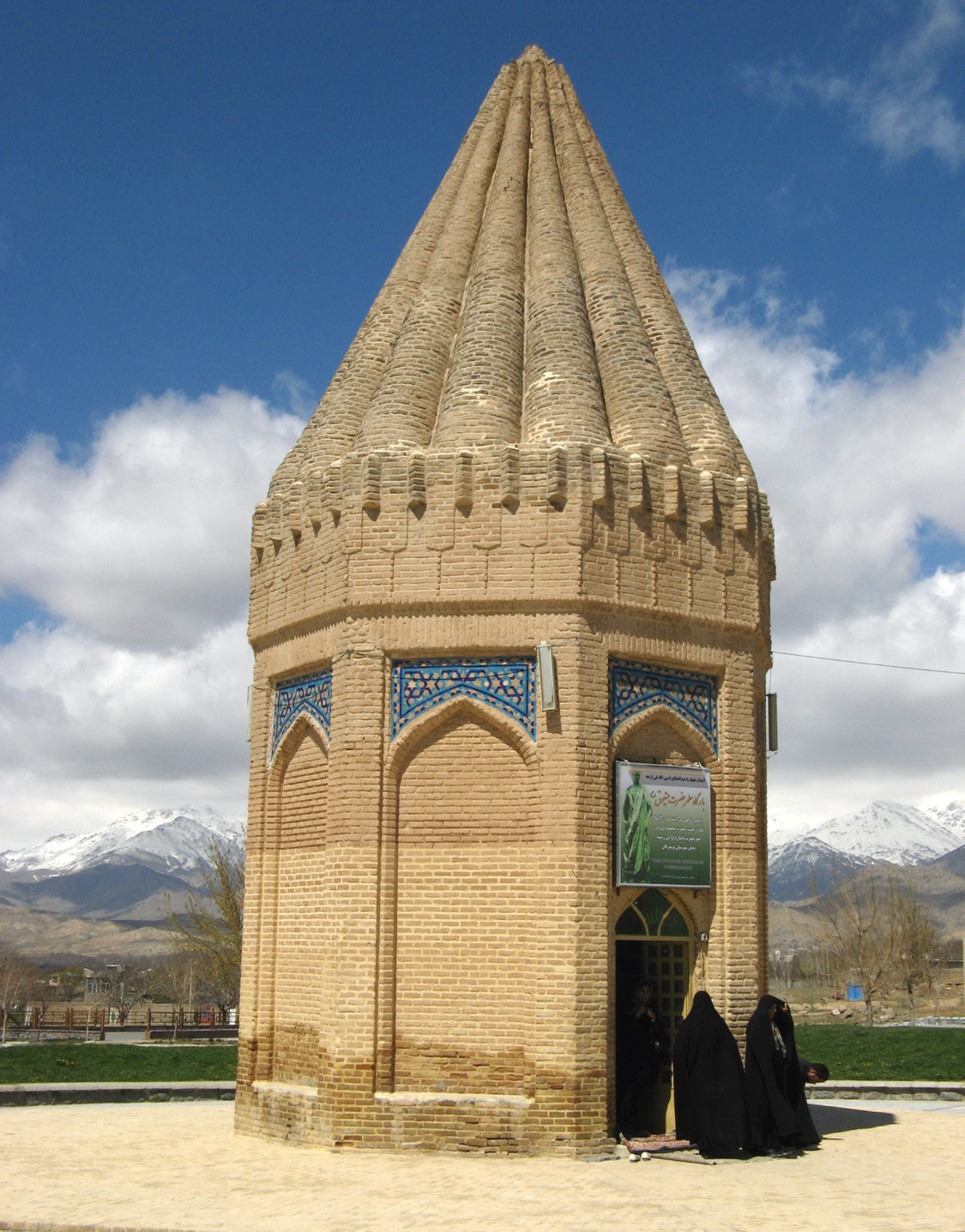
آرامگاه حیقوق در تویسرکان

حبقوق هشتمین نبی از دوازده نبی صاحب کتاب بنی‌اسرائیل در عهد عتیق، و معاصر با دانیال نبی است. وی حدود ۲۷۰۰ سال پیش می‌زیسته و نگهبان معبد بزرگ یهودیان در اورشلیم بوده است. حدود سال ۵۹۰ قبل از میلاد، بخت‌النصر، پادشاه کلده به اورشلیم حمله کرد و یهودیان زیادی را به قتل رساند و نزدیک به بیست هزار نفر از آنان را اسیر و به شهر بابل پایتخت کلده (که نزدیک بغداد فعلی قرار داشت) انتقال داد. حبقوق در بین این زندانیان بود و مدت طولانی در زندان به سر برد.
در سال ۵۴۸ قبل از میلاد کورش بزرگ پادشاه ایران به کلده حمله کرد و در جنگی طولانی لشکریان کلده را شکست داد، بابل را تصرف کرد و طی فرمانی دستور آزادی کلیه اسیران و زندانیان یهود را صادر نمود. پس از آزادی از بند اسارت بابلیان، حبقوق به ایران مهاجرت کرد و در شهر تویسرکان (رودآور) ساکن شد و در همین شهر درگذشت.
آرامگاه حبقوق نبی در تویسرکان طی قرون متمادی چندین بار بازسازی شده است و آخرین بار توسط محمدعلی‌خان میرزایی (ملک جمشید) در سال ۱۳۴۰ هجری شمسی بازسازی شده است. این آرامگاه یکی از قدیمی‌ترین آثار تاریخی ایران محسوب می‌شود. هم‌اکنون آرامگاه، زیارتگاه اهالی شهرستان تویسرکان و اقلیت‌های دینی سایر شهرهای ایران است.

### رضی‌الدین آرتیمانی

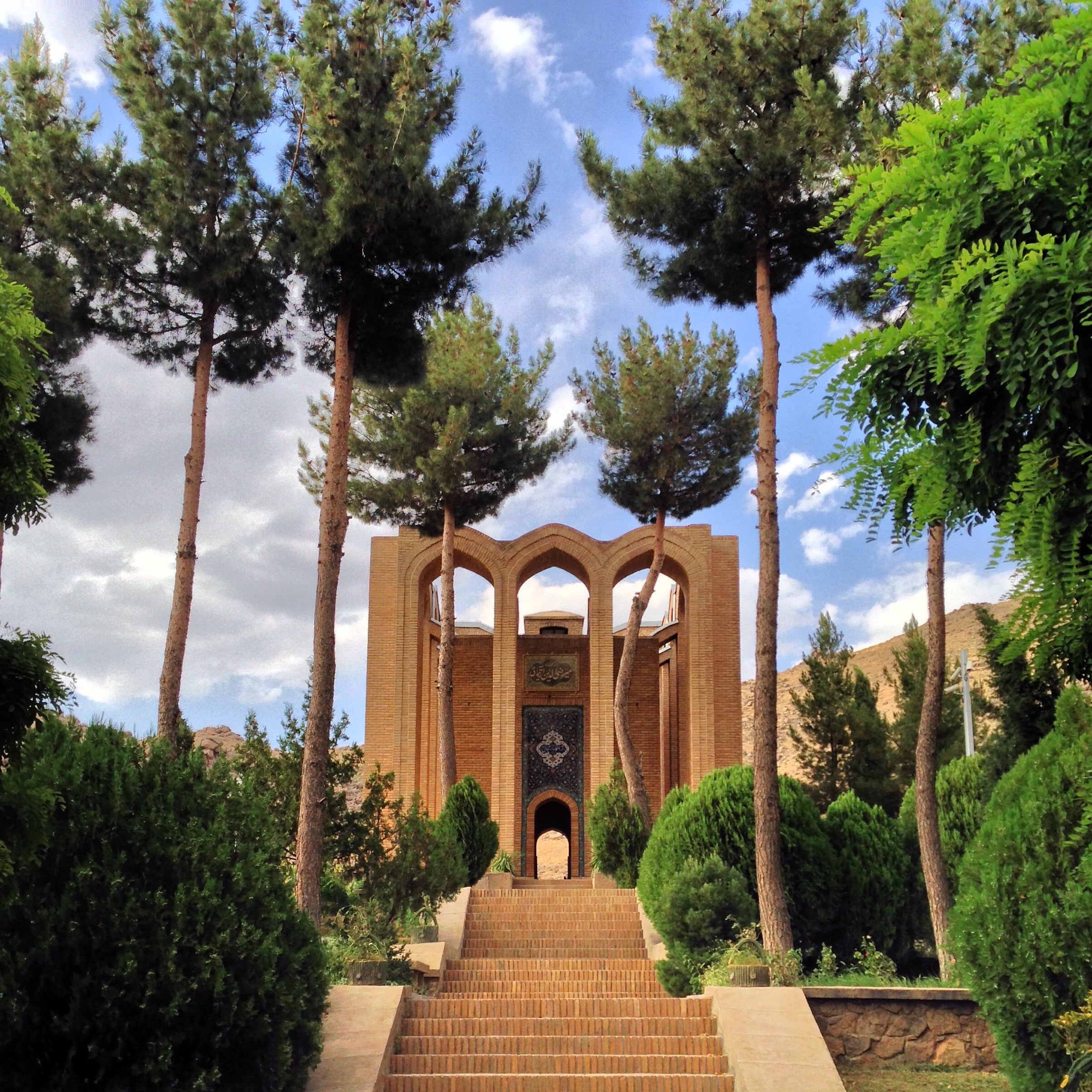
آرامگاه میر رضی الدین آرتیمانی

میر رضی یکی از عُرفایی است که تا بحال در مورد شخصیت والایش کمتر در بین عموم صحبت یا سخنی رانده شده است وی در مکتب عرفان دارای منزلتی است که از اشعار او خصوصاً ساقی‌نامه وی بر می‌آید. نام او سید محمد و تخلصش «رضی» و تولدش را در نیمهْ دوم قرن دهم هجری در قریهْ آرتیمان از توابع شهر تویسرکان واقع در استان همدان آورده‌اند. وی در ایام جوانی به همدان عزیمت و در آنجا مشغول تحصیل شد واز شاگردان «میر مرشد بُروجردی» گردید رضی به علت شایستگی وافری که داشت زود مورد توجه شاه عباس ماضی که معاصر وی بوده است قرار گرفت و در جمع منشیان و میرزایان شاه درآمد و به همین دلیل بود که داماد خاندان بزرگ صفوی شد و ثمرهْ این ازدواج یکی ابراهیم ادهم است که فرزند ارشد اوست. وی نیز مقامی علمی و ادبی و عرفانی داشته است.
کلمهْ «میر» از آن جهت به رضی اطلاق شده است که مدتی جزء میرزایان شاه عباس بوده است. در «بستان السیاحه» بدین مضمون آمده است که عارف ربانی «سید رضی آرتیمانی» که در زمان شاه عباس ماضی صاحب دیوان و ساقی نامه مشهور است از قریهْ آرتیمان بود. اما اولاد وی اکنون از جد خویش نصیب و بهره نبرده‌اند. رضا قلیخان هدایت در مورد رضی چنین نوشته است: سیدی است صاحب ذوق و حال عرفانی با افضال در معارف الهیه مسلم آفاق و در مدارج حقانیه در عالم طاق، معاصر شاه عباس صفوی و والد میرزا ابراهیم متخلص به ادهم است وی که از رِندان مست و عارفان پاکدل و صوفیان صافی دل است علوم نقلی و عقلی را چون حجابی می‌بیند که انسان را به خود متوجه می‌سازد و از عشق به معشوق یکتا بازمی‌دارد و در ساقی‌نامه خود که سرشار از مفاهیم عرفانی است می‌فرماید:
قلم بشکن و دور افکن سبق بسوزان کتاب و بشویان ورق
و در جایی دیگر سروده است:
تعالی الله از جلوه آن شراب که بر جملگی تافت، چون آفتاب
به میخانه وحدتم راه ده دل زنده و جان آگاه ده
که از کثرت خلق تنگ آمدم به هرجا شدم سر به سنگ آمدم
رضی پس از گذشت سالیانی از عمر شریف خود، دوباره عزم وطن خویش می‌نماید و به زادگاه خود بر می‌گردد و در همان‌جا جان به جان آفرین تسلیم می‌کند و به حقیقت هستی و جانان نائل می‌آید آرامگاه ابدی رضی در «همینه» واقع شده که نام محلی است از محلات تویسرکان و هم‌اکنون تربت پاکش زیارتگاه عاشقان و سالکان و صوفیان والا مقام است و دیوان شعر او آبشخور هنرمندان این مرز و بوم است که همواره با اشعار او عشق و مشق کرده‌اند.

### یدالله مایل تویسرکانی
یدالله مایل تویسرکانی روزنامه‌نگار و شاعر، متخلص به مایل متولد ۱۲۶۳ یا ۱۲۶۵ قمری در تویسرکان در استان همدان است. در زادگاهش و در همدان به تحصیل عقلی و نقلی پرداخت و از کشیشی فرانسوی زبان فرانسوی را آموخت. زبان‌های عربی و روسی را نیز فراگرفت. در سال ۱۲۸۳ شمسی در تویسرکان مدرسه‌ای به سبک نوین دایر کرد اما عده‌ای از عوام به تحریک مرتجعین آن را تخریب کردند. در سال ۱۲۹۸ شمسی به تهران رفت و ضمن تدریس به همکاری با مطبوعات پرداخت. یک سال و نیم بعد به ریاست فرهنگ بابل منصوب شد. در ۱۳۰۲ شمسی سرپرستی مدارس ایرانی در قفقاز را عهده‌دار گردید. پس از سوءقصد به جان وی، مدارس قفقاز از سوی دولت ایران تعطیل شد و ناچار به تهران بازگشت. در سال ۱۳۰۶ به ریاست معارف مازندران منصوب شد و در سال ۱۳۱۴ با همین منصب به کرمان رفت. چند سالی نیز روزنامهٔ شفق سرخ را اداره کرد. شعرش در قالب‌های سنتی است. حدود ۲۰۰۰۰ بیت شعر سروده است و چند اثر ترجمه نیز از او چاپ شده است. او در سال ۱۳۲۹ شمسی درگذشت.

## گردشگری
- مسجد جامع تویسرکان
- پارک توریستی و چنار کمربسته: واقع در شهر سرکان در ۳ کیلومتری تویسرکان
- آرامگاه میررضی‌الدین آرتیمانی
- آرامگاه حبقوق نبی
- آبشار اللو و آبشار افشار در سرکان
- قلعه اردلان: در روستای اشتران تویسرکان
- پل تاریخی فرسفج (جنوب غربی شهر فرسفج)
- پل و قلعه تاریخی عصر قاجار در روستای کرزان
- کاروانسرای فرسفج
- مدرسه شیخ علی خان زنگنه یا حوزه علمیه شهر تویسرکان
- درخت چنار قطور و کهنسال ۳۰۰۰ ساله (مسجد باغوار)
- دره گزندر سرابی (تویسرکان)
- طبیعت کوهستان الوند جنوبی
- دره باغ‌های آرتیمان (روستای آرتیمان)
- راسته بازار (بازار سرپوشیده مربوط به دورهٔ صفوی)
- روستاهای گردشگری اشتران، گشانی، سنجوران و شهرستانه
- امامزاده بابا ابراهیم بین روستای باباپیرعلی و بوجان

## صنایع دستی

### فرش و قالی تویسرکان

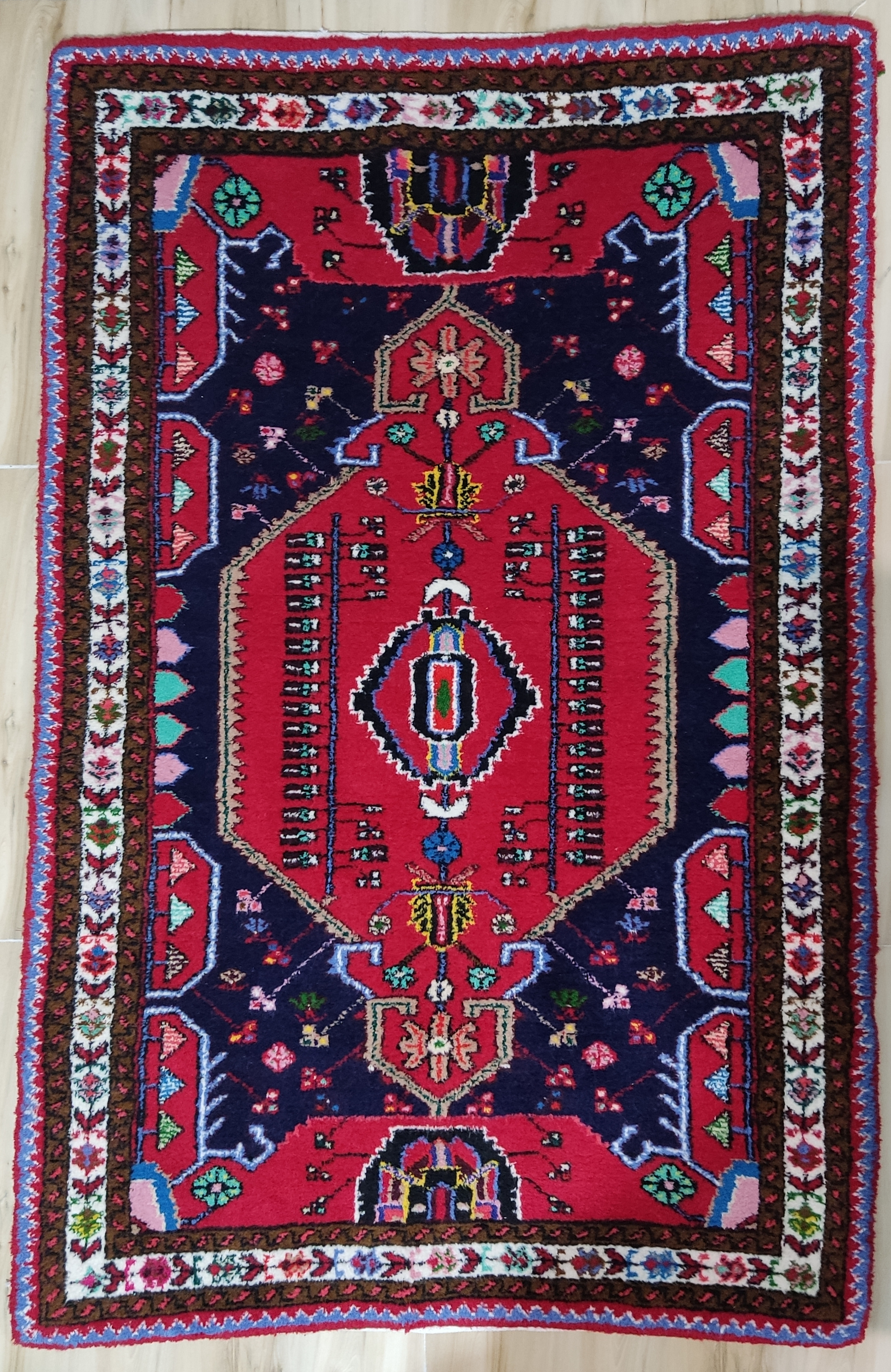
قالی تویسرکان

در روستاهای تویسرکان به دلیل وجود زمستان‌های پر برف و دهات دور از دسترس و وجود پشم و پنبهٔ فراوان، از قدیم قالیبافی وجود داشته است. وجود فرش‌های مرغوب با نقوش و رنگ‌آمیزی‌های زیبا که متجاوز از ۱۰۰ سال عمر دارند نشان از فرش‌بافی مطلوب و با ارزشی، حداقل در برخی روستاها یا مناطقی که دارای خان و ارباب بوده‌اند، می‌دهد.

### منبت‌کاری
تولید انواع صنایع دستی چوبی مانند: خراطی، ظریف‌کاری و منبت‌کاری از دیرباز در منطقه شهری تویسرکان رواج داشته و اخیراً شمار زیادی از اهالی روستاهای توابع شهرستان نیز به این صنعت روی آورده‌اند. نقل و نبات، کلوچه، نان قندی، عسل، کشمش، برگه آلو و زردآلو و… نیز از دیگر سوغات شهرستان تویسرکان به‌شمار می‌رود. به تازگی منبت گلریز تویسرکان ثبت ملی شده است.

## غذاهای تویسرکان

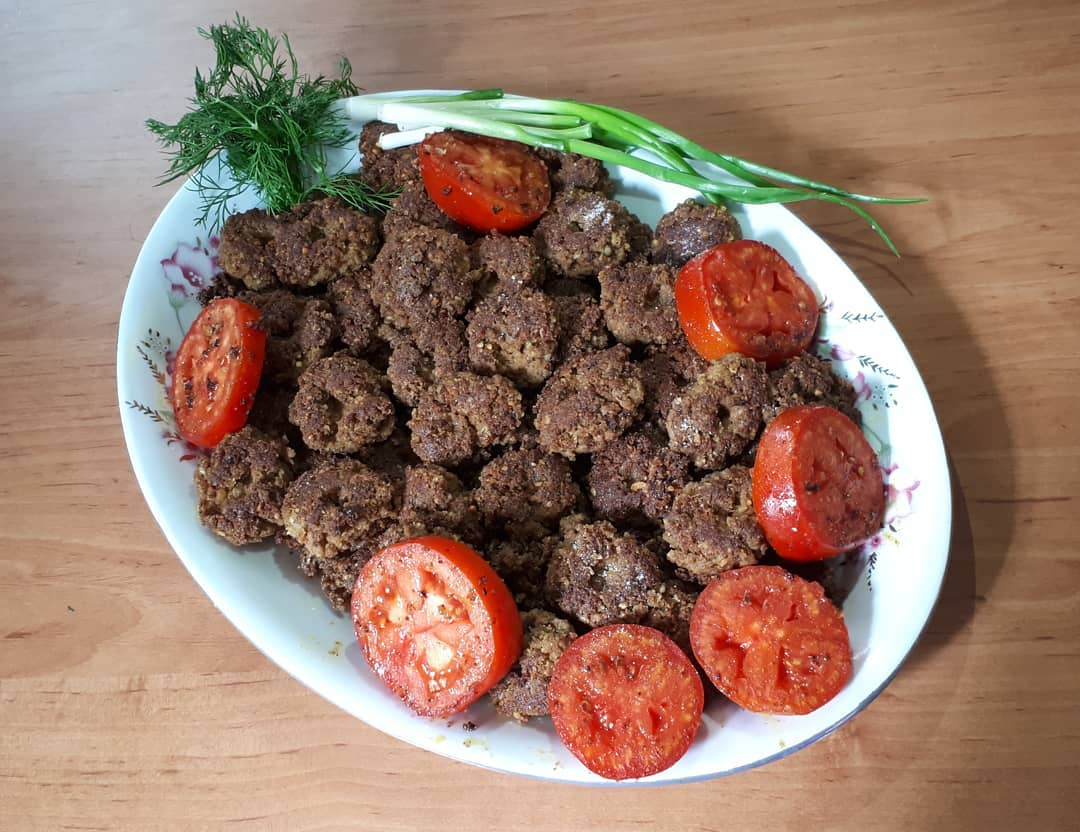
شامی با گردو تویسرکان

از غذاهای محلی تویسرکان می‌توان به آش سماق، آش قوربا، آش کشکک، کاچی، آش ماست، آش بادمجان، آش ترخینه، آبگوشت یخنی و خورشت فسنجان و شامی گردو اشاره کرد

## حیات جانوری

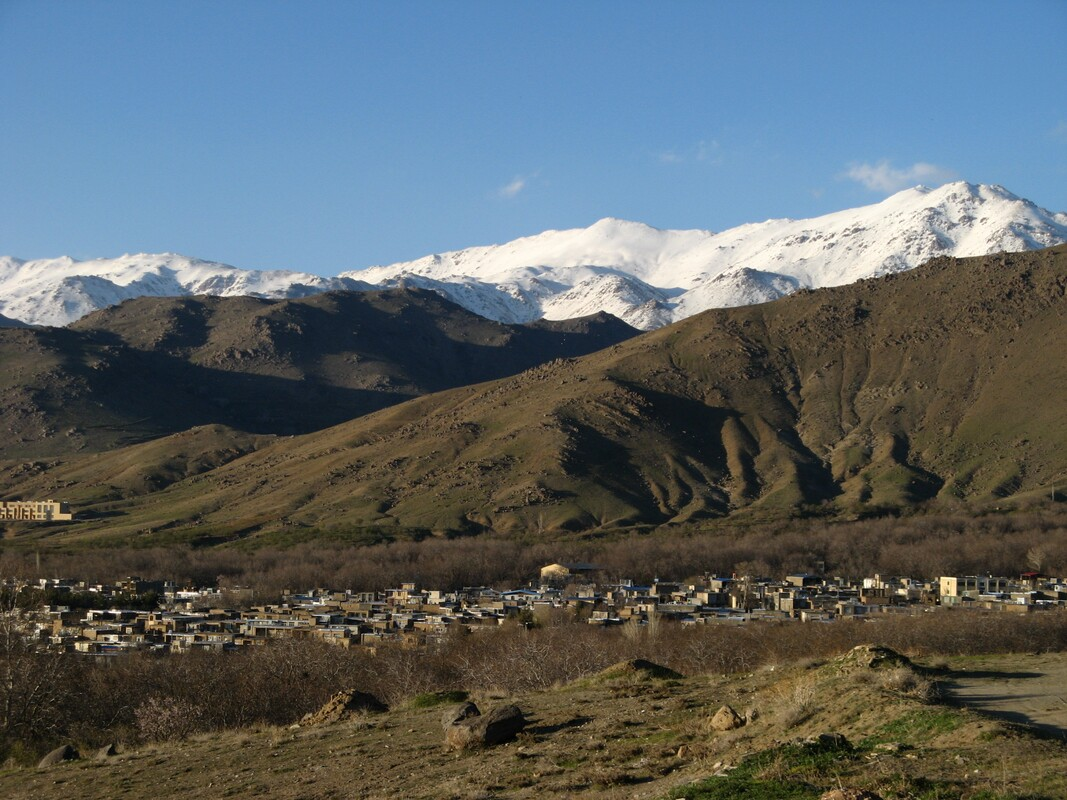
دره تویسرکان در همدان

وجود عوامل مساعد از قبیل کوه‌ها و چشمه سارها و مراتع و باغات و مزارع و رستنی‌های گوناگون و هوای معتدل و سایر شرایط طبیعی سبب شده که در منطقه تویسرکان محیط زیست مناسبی برای انواع حیوانات و پرندگان به وجود آید. سابقاً تعداد گونه‌های مختلف جانوری بیش از امروز بود. متاًسفانه در سه چهار دهه اخیر به علل مختلف ازجمله تغییرات اوضاع جوی و نقصان بارندگی و کم شدن فضای سبز و سم پاشی باغات و مزارع، گونه‌ها و تعداد جانوران در این منطقه به شدت نقصان یافته و حتی نسل چند گونه از آنها به کلی از بین رفته است. یادآور می‌شود که یکی از عوامل دیگری که باعث از بین رفتن یا کم شدن برخی از گونه‌های جانوری در این منطقه شده شکار بی‌رویه آنها بوده است در سی چهل سال اخیر با ازدیاد شکارچی و عوامل دیگر لطمات زیادی به حیات جانوری وارد شده است. در این منطقه انواع مختلف جانوران اعم از مهره داران و پستانداران، پرندگان، خزندگان، جوندگانوآبزیان دیده می‌شود.

## تقسیمات شهری

### محله‌های شهر
- محله‌های قدیمی تویسرکان

تویسرکان قدیم از شش محله اصلی تشکیل شده بود به نام‌های جلوستان، صادقیه، پایین محله، زرهان، دستجرده، باغوار. سرابی که خود قریه‌ای در مدخل ورودی شهر و در امتداد دره گزندر بوده، هم‌اکنون یکی از محله‌های اصلی و مهم این شهر تاریخی به حساب می‌آید.

### شهرک‌ها
شهرک‌ها چند دهه است که در شهرستان تویسرکان تشکیل و رونق گرفته‌اند

#### شهرک‌های تویسرکان
شهرک طالقانی، شهرک قائم، شهرک نیروی انتظامی، شهرک فرهنگیان، شهرک سپاه

### محله جولستان
مسجد جولستان در محلهٔ جولستان شهر تویسرکان توسط فردی به نام بیک محمد که جد خانواده‌های: صدیق، مقدم، گلمحمدی و نیکو است بنا نهاده شد. از بیک محمد موقوفات متعددی از جمله مسجد، قنات، حمام و غسالخانه محلهٔ جولستان و یخچال پایین محله و پل رودخانه سرابی حد فاصل قلعه قاضی و شاهزید برجا مانده است.

### محله باغوار
محله باغوار یکی از محله‌های شهرستان تویسرکان است؛ که به دلیل وجود یک چنار چند هزار ساله در حیاط مسجد محله باغوار دارای شهرت است.

## مراکز آموزش عالی

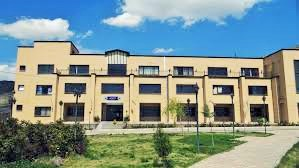
دانشکدهٔ فنی مهندسی

### دانشکدهٔ فنی مهندسی
چندین سال می‌شود که دانشکدهٔ فنی مهندسی در شهر تویسرکان تأسیس شده است. دانشکدهٔ فنی و منابع طبیعی دانشگاه بوعلی سینا در سال ۱۳۸۹ با هدف تأمین نیروی انسانی متخصص و ماهر در رشته‌های گوناگون فنی و مهندسی به همت ناصر بحری اصفهانی تأسیس شد و از آن زمان تاکنون، این دانشکده در چارچوب فعالیت‌های آموزشی و پژوهشی به هدایت علمی دانشجویان پرداخته است. هدف کلی تأسیس چنین دانشکده‌ای در شهرستان تویسرکان به عنوان دانشکدهٔ اقماری، تأمین نیروی انسانی در سطح کارشناسی، پیشبرد فعالیت‌های برنامه‌ریزی، تولید، تبدیل، نگهداری و توزیع محصولات کشاورزی و مواد غذایی برای جمعیت روزافزون کشور بوده است.

### دانشگاه پیام نور
دانشگاه پیام نور مرکز تویسرکان در بهمن ماه سال ۱۳۷۳ تأسیس و فعالیت علمی و آموزشی خود را آغاز نمود. این مرکز در حال حاضر با دارا بودن ۱۸ رشتهٔ تحصیلی و ۲۱ گرایش مختلف، نقش عمده‌ای در تأمین و تربیت نیروهای انسانی متخصص و مورد نیاز کشور و استان را ایفا می‌نماید.

### دانشگاه آزاد
دانشگاه آزاد واحد تویسرکان در خردادماه ۱۳۶۶ در یک ساختمان استیجاری مربوط به ادارهٔ آموزش و پرورش تأسیس و آغاز به‌کار نمود. بنای جدید دانشگاه در سال ۱۳۷۱ در جوار آرامگاه حبقوق نبی احداث و پس از تکمیل به فعالیت خود ادامه داد. کسب مقام برتر در کشور توسط صندوق رفاه در سال ۸۸ و ۱۳۸۶ و همچنین احراز مقام هفتم در سال ۸۷ و مقام دوم در سال ۸۹ در سطح کشور توسط امور مالی و در سال‌های ۸۸ و ۸۹ در سطح منطقه بخشی از مقام‌هایی است که واحد تویسرکان در چند سال اخیر کسب نموده است.